# Antechinus minimus
Antechinus minimus is een roofbuideldier uit het geslacht van de breedvoetbuidelmuizen. De wetenschappelijke naam van de soort werd voor het eerst geldig gepubliceerd door Étienne Geoffroy Saint-Hilaire in 1803.

## Kenmerken
Deze soort lijkt op A. swainsoni, maar is iets kleiner en een stuk lichter van kleur. De bovenkant is grijsbruin, de onderkant geelbruin of iets dergelijks. Om de ogen zitten lichte ringen. De kop-romplengte bedraagt 95 tot 140 mm, de staartlengte 65 tot 100 mm en het gewicht 28 tot 100 g. Vrouwtjes hebben 6 mammae op Tasmanië en 8 op het vasteland.

## Leefwijze
Het dier komt voor in open bos en grasland. Deze soort leeft uitsluitend op de grond en leeft van ongewervelden. In een hol wordt een nest van droge bladeren gebouwd. Na twee weken paartijd in mei, juni of juli sterven alle mannetjes.

## Voorkomen
De soort komt voor op Tasmanië, de eilanden tussen Tasmanië en het Australische vasteland en langs de nabijgelegen kust van Robe (Zuid-Australië) tot Corner Inlet (Victoria).

## Ondersoorten
De soort heeft de volgende ondersoorten:
- Antechinus minimus minimus (É. Geoffroy, 1803) – komt voor op Tasmanië en de eilanden in Straat Bass.
- Antechinus minimus maritimus (Finlayson, 1958) – komt voor op het Australisch vasteland, in het zuiden van de staat Victoria.

Antechinus adustus · Antechinus agilis · Antechinus argentus · Antechinus arktos · Antechinus bellus · Geelvoetbuidelmuis (Antechinus flavipes) · Antechinus godmani · Antechinus leo · Antechinus mimetes · Antechinus minimus · Antechinus mysticus · Stuarts breedvoetbuidelmuis (Antechinus stuartii) · Antechinus subtropicus · Antechinus swainsonii · Antechinus vandycki